# Scotiabank (Perú)
Scotiabank Perú S.A.A. es una institución financiera privada del Perú, propiedad del grupo canadiense Scotiabank.
En 2024, fue el cuarto banco más gran del Perú en términos de cantidad de activos.

## Historia
La presencia de Scotiabank en Perú comenzó en 1997 cuando adquirió una participación del 35% en el Banco Sudamericano, un banco que se originó a principios de la década de 1980. 
El 13 de mayo de 2006, se constituye oficialmente Scotiabank Perú mediante la fusión de Banco Wiese Sudameris y Banco Sudamericano. El proceso de fusión culmino en abril de 2011.
En diciembre de 2014, adquiere el negocio de banca comercial de Citibank en Perú.
En mayo de 2018, Adquiere el 51% de las acciones de Caja Cencosud y cambia su denominación a; Caja Cencosud Scotia.
En mayo de 2022, anuncia la venta de Crediscotia Financiera al Grupo Unicomer. aunque la operación fue anulada en septiembre de 2023. Finalmente en mayo de 2024 Crediscotia Financiera fue vendida a la filial de Banco Santander en Perú.